# Contêiner

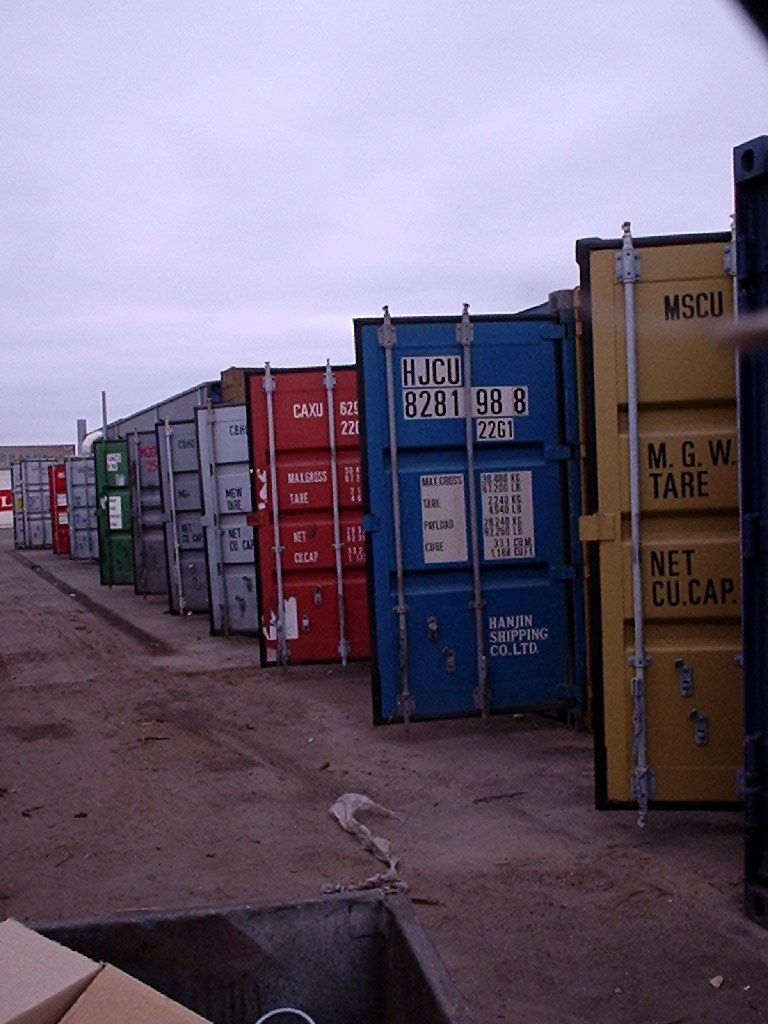
Contentores de pé com as portas abertas a sua carga.

O termo contêiner (português brasileiro) ou contentor (português europeu) é um equipamento utilizado para transportar carga.
Um contentor ou contêiner é uma grande caixa de metal ou madeira, geralmente de grandes dimensões, destinado ao acondicionamento e transporte de carga em navios, trens etc. É também conhecido como cofre de carga, pois é dotado de dispositivos de segurança previstos por legislações nacionais e por convenções internacionais. Tem como característica principal constituir hoje em dia uma unidade de carga independente, com dimensões padrão em medidas inglesas (pés). A unidade base geralmente considerada é o TEU (em inglês: Twenty-feet Equivalent Unit).

## História

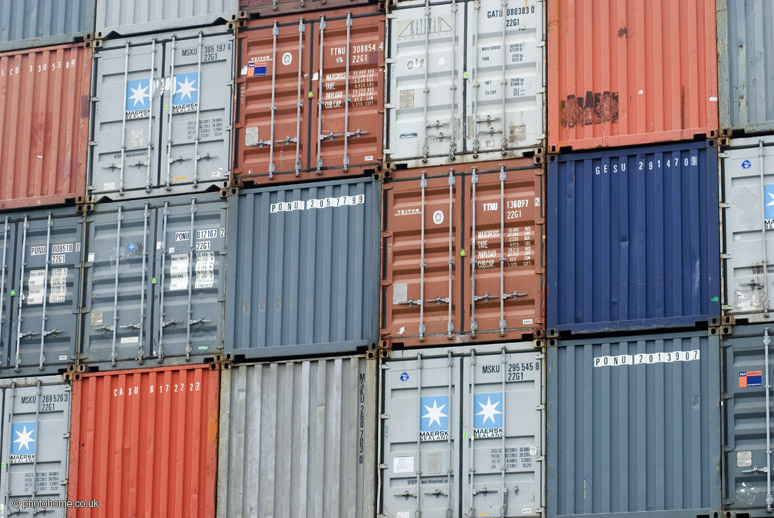
Empilhamento de contêineres.

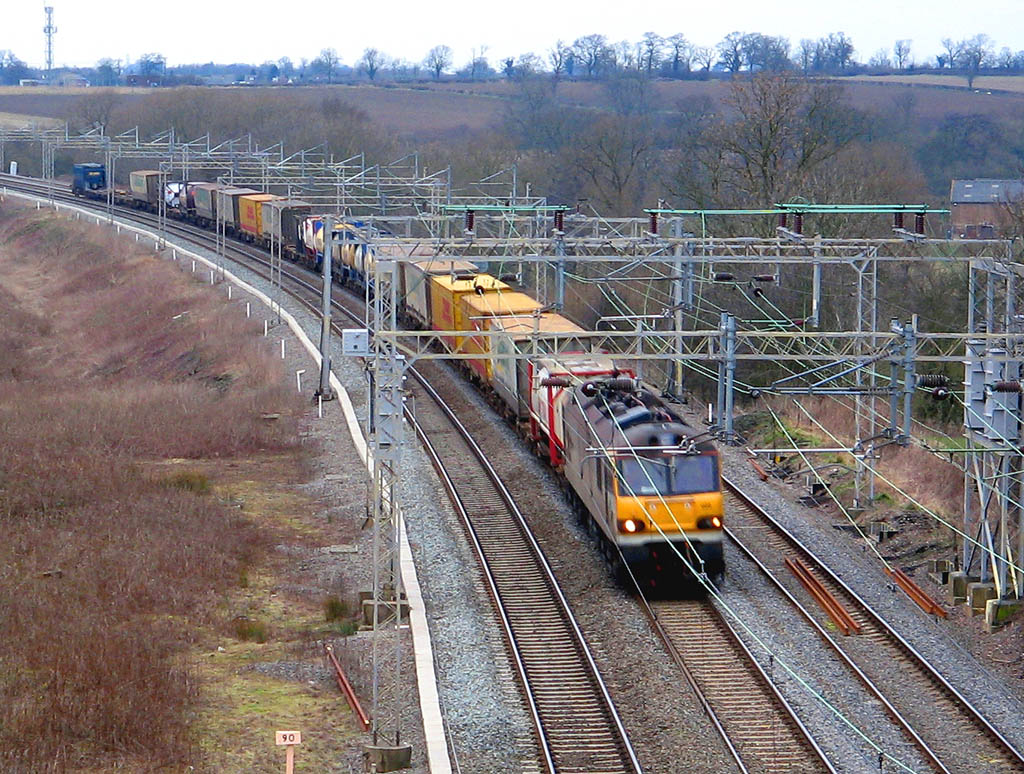
Comboio/Trem de contêineres.

Durante séculos de comércio internacional, os seus precursores, chineses, árabes e europeus, não haviam conseguido criar uma forma não só de evitar as enormes perdas no transporte com as quebras, deteriorações e desvios de mercadorias, como também de agilizar e reduzir o custo das operações de carga e descarga (no transporte marítimo daquela época, a maior despesa era transferir a carga do transporte terrestre para o navio no porto de saída, e do navio no porto de chegada para o caminhão ou trem que faria a o transporte até a outra ponta da cadeia. Segundo estudos, esta movimentação de cargas soltas representava cerca da metade do custo total do transporte).
Somente em 1957, o americano Malcom Mc Lean, então com pouco mais de 20 anos, motorista e dono de uma pequena empresa de caminhões, ao observar o lento embarque de fardos de algodão no porto de Nova Iorque, teve a ideia de armazená-los e transportá-los em grandes caixas de aço que pudessem, elas próprias, serem embarcadas nos navios.
Com o tempo, Mc Lean aprimorou métodos de trabalho e expansão de sua companhia, a Sea-Land (depois Maersk-Sealand), tornando-a uma das pioneiras do sistema intermodal, e abrangendo transporte marítimo, fluvial, rodoviário e ferroviário, além de terminais portuários. Surgia, assim, a contentorização.
Após inúmeras experiências nos Estados Unidos, prejudicadas pelo período da Segunda Guerra Mundial (1939/ 1945), somente em 1966, Mc Lean se aventurou na área internacional, enviando um navio porta-contentores para a Europa. Assim, em 5 de maio daquele ano (1966), chegava ao porto de Roterdão - já o maior porto do mundo - o cargueiro adaptado "SS Fairland", da Sea Land, que ali descarregou 50 unidades. Como não havia equipamento apropriado, o desembarque foi feito com o próprio guindaste do navio, outra criação de Mc Lean.
O uísque, por ser muito sujeito a roubo quando transportado de forma solta, foi um dos primeiros produtos enviados em container. Naquela época, um verdadeiro exército de nove mil estivadores trabalhava no grande porto holandês, vinculados a 25 empresas de serviço. Dessa forma, antevendo a revolução que iria ocorrer no transporte marítimo, o diretor do porto, Frans Posthuma, conseguiu a exclusividade para receber os contêineres destinados à Europa, comprometendo-se a preparar um terminal especializado para desembarcá-los. Logo depois, em 1967, cinco das empresas estivadoras que operavam no porto de Roterdão criaram a ECT, com apenas 208 empregados para atender ao crescente movimento de contêineres.
Sendo assim, graças a essa aparentemente simples "caixa de metal" e à sua versatilidade, uma drástica redução nos custos de transporte ajuda a tornar economicamente viável para uma fábrica na China produzir bonecas com cabelos do Japão, plásticos de Taiwan e corantes dos EUA, e enviá-las para crianças em todo o mundo. Para os consumidores, isso resulta em preços mais baixos e maior qualidade no material utilizado. Além disso, os containers também podem ser utilizados para outros fins que não apenas o transporte marítimo (o que amplia a sua versatilidade). Atualmente, diversos projetos arquitetônicos são feitos com base nessas caixas de metal.
A nacionalização do container importado, consiste essencialmente em tornar o produto nacional, e com a documentação correta, o comprador estará de acordo com as exigências da legislação brasileira. Ao adquirir um container de forma segura, ele deve exigir o Extrato de DI (Documento de Importação) na Nota Fiscal.
Quem compra unidades estrangeiras sem a devida importação regular, correm sérios riscos de perder seu produto através da apreensão e aplicação de multa pelos regentes fiscais. A Receita Federal controla a entrada e saída de containers e poderá requerer a identificação dos containers, bem como sua documentação que comprove a compra regular do produto.
Muitos aproveitam da entrada do container marítimo no Brasil sob o regime de admissão temporária automática, concedido na Lei do Transporte multimodal nº 9.611 de 1998. Porém, este benefício é válido apenas enquanto o container estrangeiro for utilizado como unidade de carga em trânsito de forma indivisível às modalidades de transporte, com um período máximo de 12 meses.
Os containers para transporte marítimo possuem um prazo para sua utilização, o que acontece quando são, em tese, excluídos dos padrões de uso para transporte? É uma nova destinação aos mesmos. A adaptação para outras finalidades reutiliza um produto que não teria mais vazão, e assim, atendem a responsabilidade ambiental, ou seja, uma construção sustentável de moradias, escritórios, lojas, vestiários, alojamentos, armazenagem de cargas secas e frigoríficas, etc.
Para garantir uma compra licita e segura do container e que o seu projeto não passe por um processo de investigação das autoridades fiscais, a nacionalização terá coberto os tributos incidentes pela importação, sendo eles: Imposto de Importação, Imposto sobre Produtos Industrializados, PIS, COFINS e ICMS.

## Tipos de contêiner

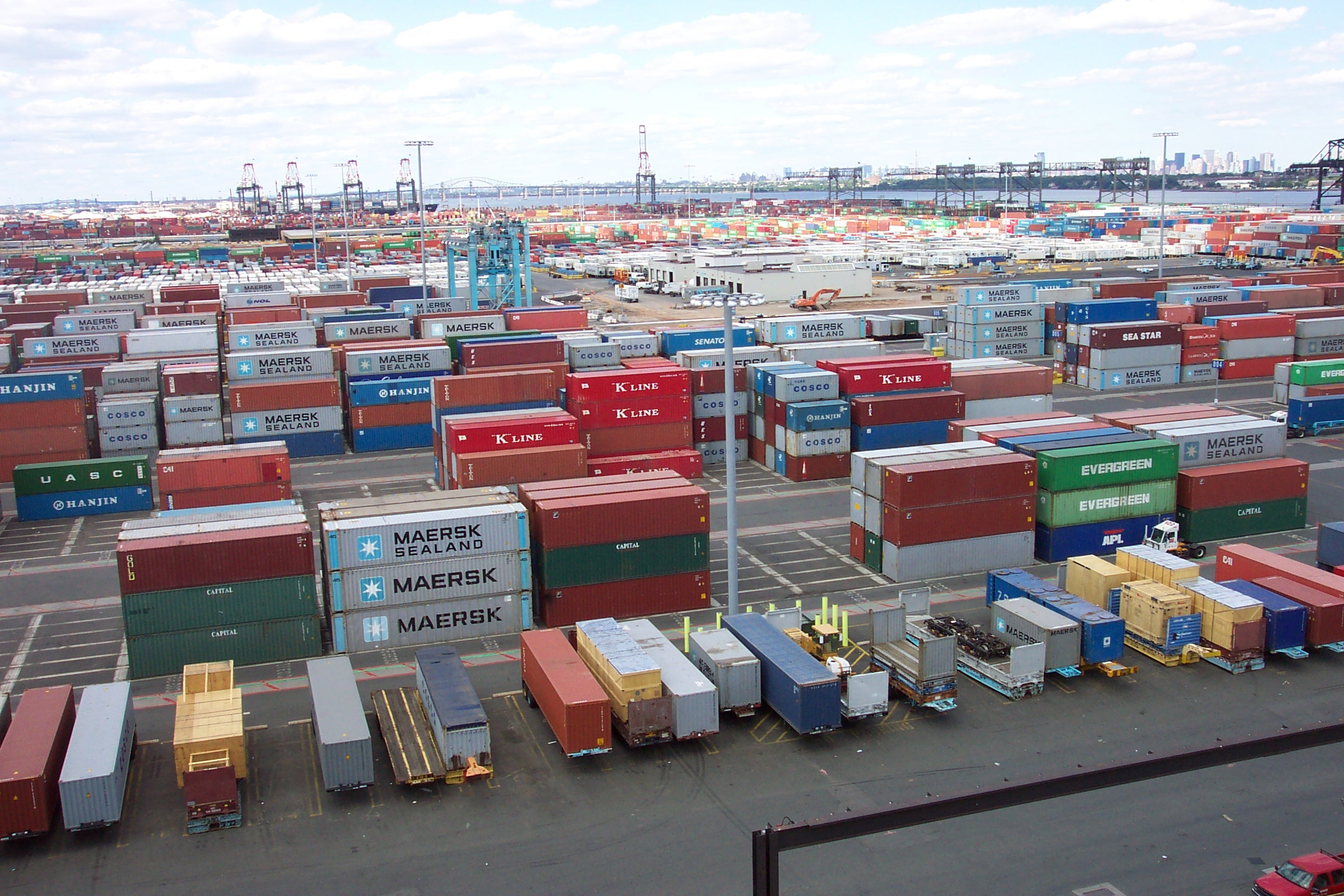
Vista de contentores no porto de Nova Jersey.

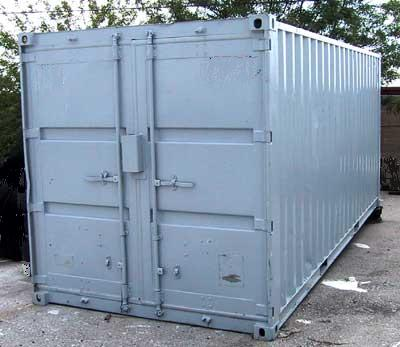
Um contentor clássico.

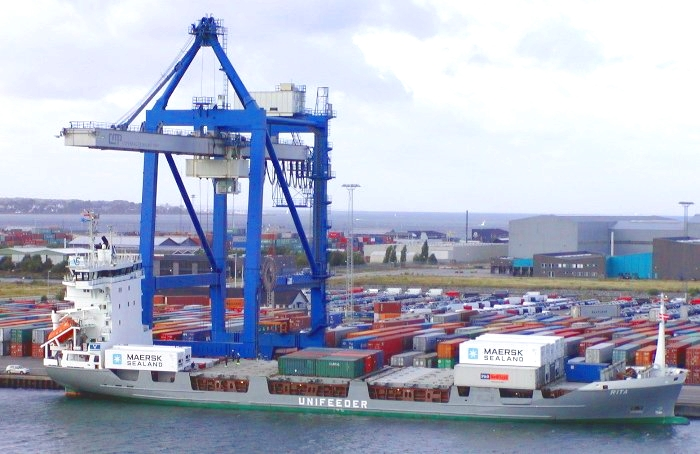
Navio porta-contentores no porto de Copenhague.

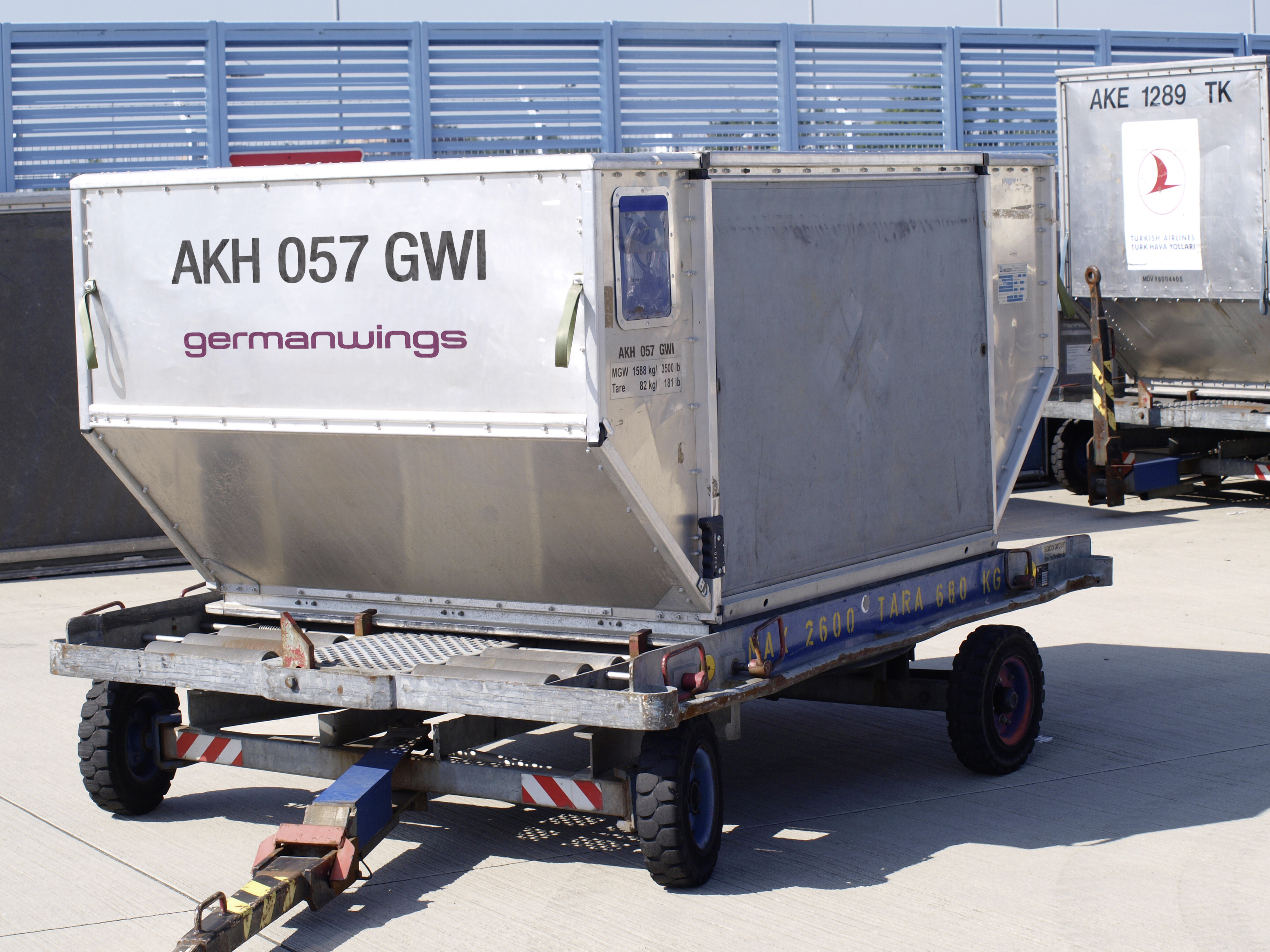
Contentor aéreo.

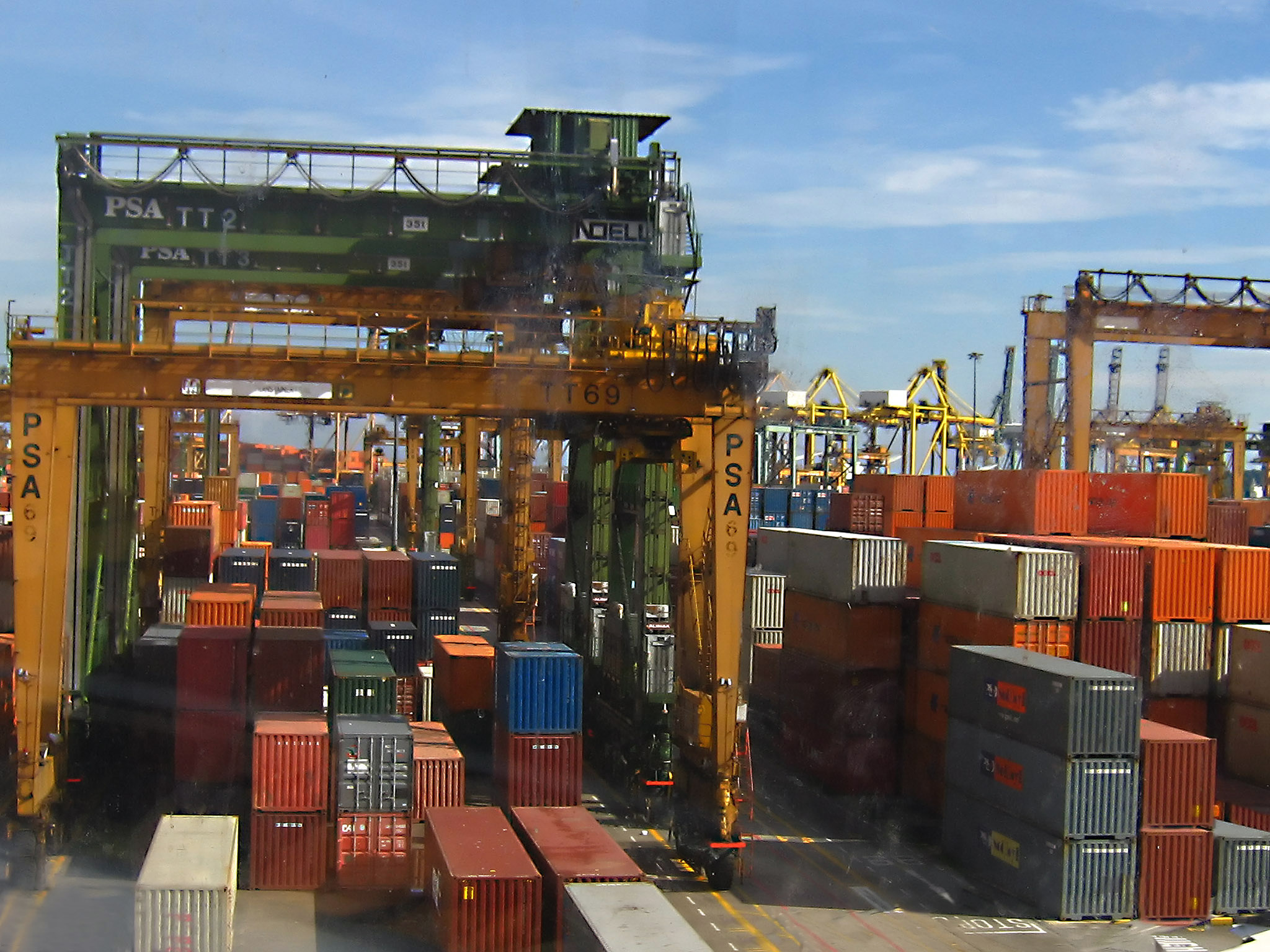
Há mais de 17 milhões de contêineres no mundo.

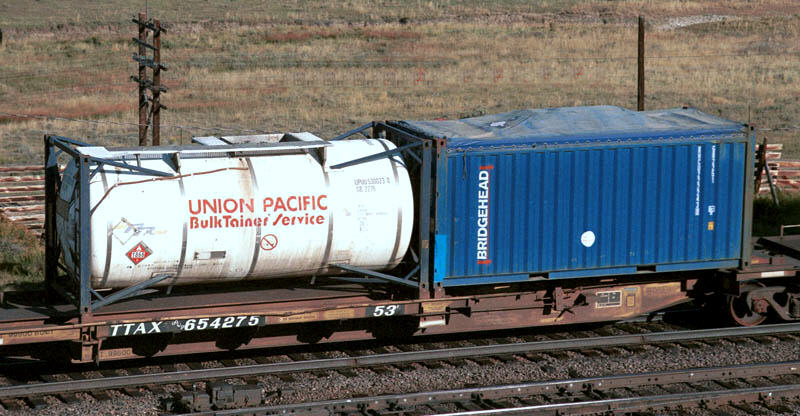
Cargas de contêineres.

### Carregamento final, inclusão completa (Dry Box)
Contêiner básico intermodal com portas no final, acomodáveis para cargas gerais não requerendo controle de meio ambiente quando em rota. Usado para cargas gerais secas existentes, como alimentos, roupas, móveis, etc.
Equipado com portas ventiladas nos finais ou laterais, e usadas para cargas geradoras de calor, que requerem proteção contra avarias de condensação (sudação). Versões com ventilação de ar elétrica são disponíveis. Ventiladores são normalmente encaixados com defletores para prevenir a entrada de água de chuva ou do mar. Igual ao dry box. Usado para cacau e café e cana de açúcar.

### Carregamento lateral, inclusão completa
Equipado com porta lateral para uso em acondicionamento em descarga de carga onde não seja prático o uso de portas finais, também quando o contêiner necessita permanecer nos trilhos enquanto a carga e colocada ou removida do contêiner.
Além das porta tradicionais, temos as laterais somente na direita ou ambas esquerda/direita e também temos o contêiner com portas na frontal.

### Abertura de topo (Open Top)
Usado para carretos pesados, ou itens desajeitados onde o carregamento ou descarregamento da carga através das portas finais e laterais seja impraticável. A maioria dos contêineres é equipada com cobertura de tecido e são sempre indicados como contêiner de topo “suave” ou “rude”. Alguns contêineres de abertura de topo são encaixados com cobertura de painéis tipo hatch removíveis ou teto de metal total destacáveis.

### Isolantes
Para cargas que não poderiam ser expostas a mudanças rápidas ou bruscas de temperatura. Disponíveis em versões ventiladas e não ventiladas. Algumas transportadoras provêm contêineres com sistema de aquecimento para uso especial.

### Refrigerados
Isolante e equipadas com sistema de refrigeração embutido, gerado por conexões elétricas diretas ou por geradores a gasolina ou a diesel. É usado primariamente para alimento ou outros artigos que requerem temperatura controlada de meio-ambiente.

### Volume líquido (Tanque)
Contêiner tipo tanque para transporte de líquidos. Alguns têm sido designados para especificações de alto nível. Serve para transporte de certos materiais perigosos.

### Volume seco
Designado para transporte de carga tais como produtos químicos secos e grãos.

### Prateleiras retas
Disponíveis com vários modelos e tamanhos, as prateleiras retas são usadas para madeira, produtos de moinho pesados, largos e desajeitados, maquinários e veículos. Alguns são equipados com laterais removíveis.

### Automóveis
Usado para o transporte de veículos, os contêineres são disponíveis nas versões abertas ou fechadas.

### Animais vivos
Configurado para o transporte de animais; os contêineres são disponíveis para o transporte de gado, aves domésticas e outros animais.

### Coberta marítima
Contêiner de topo aberto experimental desenvolvido pela “Marad” e a Marinha Americana. Este sistema de manejo de carga é desenhado para adaptar a navios cargueiros ou transporte de equipamentos pesados fora de tamanho (principalmente militares).
A construção do piso work-trough (seção do piso aberta por uma manivela própria) pode reduzir tempo de descarregamento e espaço de armazenamento de pier, desde que eles não necessitem ser removidos da destinação.

## Dimensões
Atualmente há diversos tipos de contêineres, cujas dimensões externas podem ser, conforme a tabela:

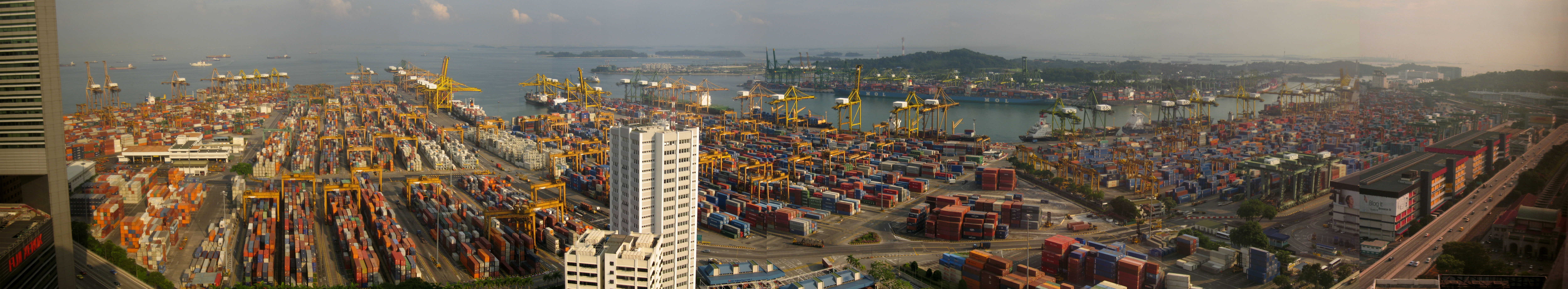
Conteiners no porto de Singapura, um dos mais movimentados do mundo.

| TIPO          | Comp. (pés) | CxLxA ext. (mm)    | CxLxA int. (mm)    | Capacidade Peso/Volume (t/m³) |
| Dry Box       | 20´         | 6.058x2.438x2.591  | 5.900x2.352x2.395  | 21,6/33,2                     |
| Dry Box       | 40’         | 12.192x2.438x2.591 | 12.022x2.352x2.395 | 26,5/67,7                     |
| Dry/High Cube | 40’         | 12.192x2.438x2.896 | 12.022x2.352x2.696 | 26,3/76,2                     |
| Reefer        | 20’         | 6.058x2.438x2.591  | 5.498x2.270x2.267  | 25,4/28,3                     |
| Reefer        | 40’         | 12.192x2.438x2.591 | 11.151x2.225x2.169 | 26,0/55,0                     |
| Open Top      | 20’         | 6.058x2.438x2.591  | 5.900x2.352x2.395  | 21,6/32,6                     |
| Open Top      | 40’         | 12.192x2.438x2.591 | 12.020x2.350x2.342 | 26,5/67,7                     |
| Flat Rack     | 20’         | 6.058x2.438x2.591  | 5.798x2.408x2.336  | 21,6/33,2                     |
| Flat Rack     | 40’         | 12.192x2.438x2.591 | 12.092x2.404x2.002 | 26,5/67,7                     |
| Plataform     | 20’         | 6.058x2.438        | 6.020x2.413        | 21,6/33,2                     |
| Plataform     | 40’         | 12.192x2.438       | 12.150x2.290       | 26,5/67,7                     |
| Tank          | 20’         | 6.058x2.438        | X                  | 19/23 mil l                   |